# Trình Viễn Chí
Trình Viễn Chí (chữ Hán:程遠志, bính âm: Cheng Yuanzhi) là một nhân vật hư cấu trong tiểu thuyết lịch sử Tam Quốc diễn nghĩa của nhà văn La Quán Trung. Trong tiểu thuyết này, Trình Viễn Chí xuất hiện tại Hồi thứ nhất của tiểu thuyết và được giới thiệu là một tướng của giặc Khăn Vàng, người đã chỉ huy quân Khăn Vàng tấn công vào Trác Quận và bị giết trong một trận đánh bởi Quan Vũ.

## Câu chuyện
Trình Viễn Chí và phó tướng Đặng Mậu dẫn năm vạn quân đến đánh Trác Quận. Quan nhà Hán là Lưu Yên sai Châu Tĩnh dẫn ba anh em Lưu, Quan, Trương đem năm trăm quân đi trước để giao chiến. Lúc đến dưới núi Đại Hưng, thấy quân nổi loạn đều xoã tóc chít khăn vàng. Hai bên đối trận, Lưu Bị mắng mỏ, Trình Viễn Chí tức giận, sai phó tướng Đặng Mậu ra đánh nhưng bị Trương Phi giết. Trình Viễn Chí thấy vậy, thúc ngựa múa đao xông thẳng vào định chém Trương Phi. Nhưng bị Quan Vũ đón địch. Trình Viễn Chí trông thấy hoảng sợ, chưa kịp trở tay đã bị đao Vân Trường xả làm hai đoạn chết ngay tại chỗ. Quân Khăn Vàng thấy Trình Viễn Chí bị chém chết, đều vác ngược giáo bỏ chạy, Huyền Đức thắng lớn.